# Elektronrør
De fleste elektronrør (kaldes også radiorør og radiolampe) ligner lidt af ydre en klar glødelampe og de er normalt lufttomme. I nuvistorer og højeffektselektronrør er glasindkapslingen typisk erstattet af keramik og/eller metal.

## Aktive terminaler
Alle elektronrør har en katode (elektrode), som er opvarmet af en glødetråd, har en sky af løse elektroner om sig. Katoden kan være af 2 typer; direkte opvarmet, indirekte opvarmet:
- I den direkte opvarmede katode anvendes glødeterminalerne også som katodeterminal.
- I den indirekte opvarmede katode anvendes glødeterminalerne alene til glødefunktionen og en separat elektrode anvendes til katodeforbindelse. Katoden omfavner den keramikindkapslede glødetråd.

Alle elektronrør har også en elektrode til modtagelse/opsamling af elektroner kaldet en anode. Den er lavet af et elektrisk ledende materiale der kan tåle høje temperaturer som f.eks. grundstoffet wolfram. Grunden er at anoden bliver opvarmet, når elektronerne bliver bremset ned i anoden.
Herudover har elektronrør nul eller flere gitre. Et gitter er et net af elektrisk ledende tråd, som via en potentialeforskel mellem katoden og gitteret virker styrende eller afskærmende på elektroner i deres rejse fra katoden til anoden. Et gitter med et sådant potentiale danner et elektrisk felt. Gitterets formål er alene at styre elektronstrømmen, ikke at opfange elektroner.
Et styregitters hovedfunktion er at styre elektronstrømmen mellem anoden og katoden. Et styregitter med en spænding højere end "cut-off" i forhold til katoden, accelererer elektroner fra katoden og i retning af anoden.
Et skærmgitters hovedfunktion er at agere som elektrostatisk skærm mellem anoden og styregitteret (fx det første gitter) for at reducere den interne kapacitans mellem styregitteret og anoden.
Et fanggitters formål er, at forhindre sekundær emissionselektroner udsendes fra anoden og nå frem til skærmgitteret. 
Sekundær emissionselektroner kan forårsage ustabilitet og parasitisk oscillation i elektronrør.

## Støtteterminaler
Udover de aktive terminaler, havde de fleste elektronrør terminaler, der støttede radiorørsfunktionen:
- Katodeglødetrådsterminaler (2-3 stk).
- Terminaler til afskærmningsplader.

## Almindelige elektronrørstyper
Elektronrør kommer i mange varianter med forskellig anvendelse. De navngives efter antallet af aktive terminaler/tilledninger/ben:
- Elektronrørsdiode (radiorørsdiode) – 2 aktive terminaler. Blev primært anvendt som ensretter eller i en radiomodtagers signaldetektortrin. Var meget udbredt.
- triode – 3 aktive terminaler. Blev primært anvendt som forstærker. Var meget udbredt.
- tetrode – 4 aktive terminaler. Blev primært anvendt som forstærker.
- pentode – 5 aktive terminaler. Blev primært anvendt som forstærker. Var meget udbredt.
- hexode – 6 aktive terminaler. Blev primært anvendt som radiomodtagers signalblander.
- heptode – 7 aktive terminaler. Blev primært anvendt som en radiomodtagers signalblander og oscillator.
- oktode – 8 aktive terminaler. Blev primært anvendt som radiomodtagers signalblander og oscillator.
- nonode også kaldet enneode - 9 aktive terminaler. Blev primært anvendt som FM-demodulator.

## Specielle elektronrør
- Billedrør, billedrørskanon – med mange terminaler. Anvendes i fjernsynsmodtagere og monitorer til at vise et sort/hvidt- eller farve-billede. Var meget udbredt.
- Det magiske øje – Et radiorør som virker som en art signalstyrkeviser. Var udbredt i dyrere ældre radiomodtagere.
- Nixie-rør - specielt neonrør egnet som visningsenhed af cifre eller anden information.
- Traveling-wave tube (TWT) eller traveling-wave tube amplifier (TWTA) - bredbåndsforstærker elektronrør. Nogle varianter kan forstærke frekvenser over to dekader; fx fra 300 MHz til 50 GHz.[6][4] Effektforstærkningen kan være fra 40 til 70 dB[4] - og output effekt kan være fra nogle få watt til megawatt pulser fx til radar.[6][4]
- Thyratron – Rørets svar på thyristoren.
- Klystron – Til at skabe bærebølger med høj effekt.
- Magnetron – Skaber meget højfrekvente bærebølger med høj effekt. Anvendes i radaranlæg og (i lille målestok) i mikrobølgeovne til at generere mikrobølger med en effekt på ca. 600W.
- Røntgenrør - Til at skabe røntgenstråling.
- lysstofrør - har to katoder. Men ved vekselstrømsdrift, vil en katode også blive anvendt som anode den ene halvdel af tiden - og den anden halvdel af tiden, vil en katode blive anvendt som katode.

## Almindelige europæiske elektronrør
Almindelige europæiske elektronrør anvendte følgende type nummereringssystem: Åke's Tubedata: European type numbering system from 1934 Arkiveret 12. marts 2007 hos  Wayback Machine (Andre nummereringssystemer Arkiveret 12. marts 2007 hos  Wayback Machine):
Elektronrørseksempler:
- elektronrørsdiode – (effekt-) PY88, PY500, GZ34; (detektor-) EAA81.
- triode – (effekt-) PD500; (småsignal-) PC88, ECC83; (højfrekvens-) ECC88, ECC188.
- pentode – (effekt-) PL509, PL508, EL84; (småsignal-) PF86; (mellemfrekvens-) EF184, EF183.
- heptode – (højfrekvens-) EH90.

Mange almindelige elektronrør havde flere ens eller forskellige rørfunktioner i samme hylster f.eks.: PCH200, PCF86, ECL84, ECC83, EABC80.